# 越王台 (绍兴市)
越王台位于浙江省绍兴市越城区府山街道，府山东南麓，府横街258号府山公园内。
相传越王句踐曾在此兴建越王台，规模宏大，周六百二十步。南宋嘉定十五年（1222年），绍兴知府汪纲为缅怀越王句践卧薪尝胆、复国雪耻的往事，在此重建越王台，状如城楼。
越王台历经多次重建。1939年，越王台遭日本軍机炸毁。1981年在宋代建筑遗址基座上，按宋代样式重建，为钢筋混凝土仿木结构。“越王台”匾为沙孟海题写，越王殿横匾“於越江山”和两侧抱柱联：“生聚教训功垂於越，卧薪尝胆志切沼吴”均为诸乐三书写。越王台上辟为越国历史展厅。
越王台已公布为绍兴市文物保护单位 。

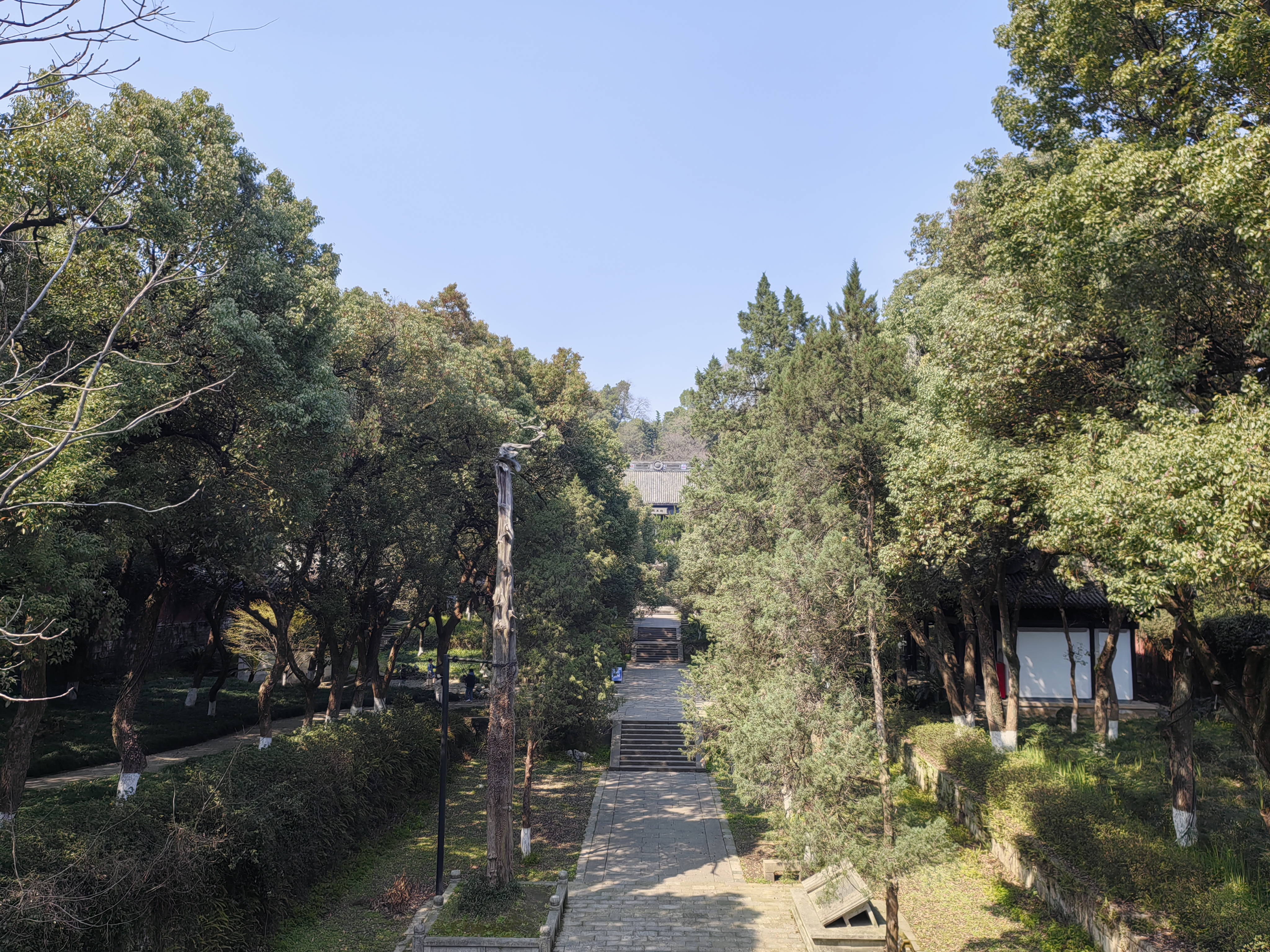
從越王臺望見的越王殿